# Takuya Jin'no
Takuya Jin'no (神野 卓哉?, Jin'no Takuya; Sōka, 1º giugno 1970) è un allenatore di calcio ed ex calciatore giapponese, di ruolo attaccante, tecnico dell'Iwate Grulla Morioka.

## Palmarès

### Nazionale
- Coppa d'Asia: 1

1992